# Mesogona vorbrodti
Mesogona vorbrodti är en fjärilsart som beskrevs av Eugen Wehrli 1917. Mesogona vorbrodti ingår i släktet Mesogona och familjen nattflyn. Inga underarter finns listade i Catalogue of Life.